# Alfred Wahl
Alfred Wahl (Colmar, 1938) es un historiador alsaciano, especializado en la historia de Alemania contemporánea y la historia del fútbol, es profesor emérito de la universidad de Metz y uno de los primeros historiadores que se ha dedicado al estudio del fútbol.
Empezó trabajando en un liceo de Haguenau y en 1980 fue profesor de la universidad de Metz, se ha especializado en el deporte en general y el fútbol en particular, el deporte que practicó en su juventud.
Autor de numerosos estudios sobre la historia del fútbol, Joseph Blatter, presidente de la FIFA, le encargó una compilación sobre el centenario de la organización en 2004. También es autor de una primera síntesis de la historia del fútbol en Francia, Les Archives du football : Sport et société en France (1880-1980).
Políticamente, es miembro del Movimiento Republicano y Ciudadano, partido con el que fue candidato a la presidencia del Consejo Regional de Alsacia en las elecciones regionales de 2004.

## Publicaciones
- Archives du football. Sport et société en France (1880-1980), Collection Archives, Gallimard-Jeunesse, 1989
- La balle au pied : Histoire du football, coll. «Découvertes Gallimard» (nº 83), Éditions Gallimard, 1990
  - Historia del fútbol, del juego al deporte, col. «Biblioteca de bolsillo CLAVES» (nº 5), Ediciones B, 1997
- Les Forces politiques en Allemagne (XIXe – XXe siècles), Armand Colin (collection U), Paris, 1999
- Cultures et mentalités en Allemagne (1918-1960), Regards sur l'histoire, SEDES
- Les français et la France (1859-1889) Tome I, Regards sur l'histoire, SEDES
- Les français et la France (1859-1889) Tome II, Regards sur l'histoire, SEDES
- L'Allemagne de 1918 à 1945, Armand Colin, coll. Cursus Histoire, 2001
- La seconde histoire du nazisme, dans l'Allemagne fédérale depuis 1945, Armand Colin, 2006